# Sebastián Ruiz Díaz
Sebastián Ruiz Díaz, vollständiger Name Jonathan Sebastián Ruiz Díaz San Emeterio, (* 1. Dezember 1993 in Montevideo) ist ein uruguayischer Fußballspieler.

## Karriere
Defensivakteur Ruiz Díaz steht mindestens seit der Saison 2013/14 beim seinerzeitigen Zweitligisten Club Atlético Atenas im Kader. Beim Verein aus San Carlos absolvierte in jener Spielzeit 2013/14 21 Spiele in der Segunda División und erzielte ein Tor. Am Saisonende stieg sein Verein in die höchste uruguayische Spielklasse auf. In der Saison 2014/15 wurde er 16-mal (kein Tor) in der Primera División eingesetzt. Es folgte der sofortige Wiederabstieg. In der Zweitligaspielzeit 2015/16 absolvierte er zehn Ligaspiele (kein Tor).